# European Geostationary Navigation Overlay Service
EGNOS är ett tilläggssystem till GPS och GLONASS som ger högre precision i mottagare som befinner sig i Europa. Namnet är en akronym av European Geostationary Navigation Overlay Service.
Stationer på marken mäter felet i den vanliga signalen och skickar ut en korrigering via geostationära satelliter. En mottagare kan då göra en mer exakt positionsbestämning, så noggrann som 1 till 2 meter mot tidigare 10 till 20 meter. 
Liknande system är WAAS som täcker Nordamerika och MSAS som täcker Japan.